# Point Barrow
Point Barrow (inuitsky Nuvuk) je mys na Aljašce. Je nejsevernějším místem na území Spojených států amerických. Nachází se 14 km od města Utqiaġvik a 2078 km od severního pólu. Tvoří hranici mezi Čukotským mořem a Beaufortovým mořem.
Podle četných archeologických nálezů zde již před patnácti sty lety žili lidé kultury Thule. V roce 1826 zde přistál Frederick William Beechey a nazval mys podle Johna Barrowa, druhého tajemníka britské Admirality. Během Mezinárodního polárního roku 1882 zde byla zřízena výzkumná stanice. V roce 1928 z mysu odstartovali Hubert Wilkins a Carl Ben Eielson ke svému přeletu Severního ledového oceánu z Aljašky na Špicberky. V blízkosti Point Barrow byly také odpáleny rakety v rámci Projektu Nike.
V říjnu roku 1988 proběhla v okolním moři Operation Breakthrough, kdy se sovětské ledoborce pokusily osvobodit z ledu tři plejtvákovce šedé. O události byl natočen film Máme rádi velryby.